# Felice Resta
Felice Resta (Sartirana Lomellina, 4 giugno 1928) è un ex calciatore italiano, di ruolo centrocampista.

## Carriera
Cresciuto nella Medese, debutta in Serie B con il Vigevano nel 1946-1947.
Prima della retrocessione in Serie C disputa con i lombardi due campionati cadetti per un totale di 56 presenze ed una rete; in seguito gioca altre 7 gare in Serie B con il Pavia nella stagione 1954-1955.
Tra il 1956 e il 1958 militò nel Siracusa.